# Radical al unui ideal
În teoria inelelor⁠(d) radicalul unui ideal {\displaystyle I} al unui inel comutativ este un alt ideal definit de proprietatea că un element {\displaystyle x} aparține radicalului dacă și numai dacă o putere a lui {\displaystyle x} este în {\displaystyle I}. Un ideal radical (sau ideal semiprim) este un ideal care este egal cu radicalul său. Radicalul unui ideal primar este un ideal prim.
Acest concept este generalizat pentru inele necomutative⁠(d) în articolul inel semiprim.

## Definiție
Radicalul unui ideal {\displaystyle I} dintr-un inel comutativ {\displaystyle R}, notat cu {\displaystyle \operatorname {rad} (I)} sau {\displaystyle {\sqrt {I}}}, este definit ca
{\displaystyle {\sqrt {I}}=\left\{r\in R\mid r^{n}\in I\ {\hbox{ pentru unii }}\ n\in \mathbb {Z} ^{+}\!\right\},}
(de notat că {\displaystyle I\subset {\sqrt {I}}}). Intuitiv, {\displaystyle {\sqrt {I}}} este format din toate rădăcinile elementelor lui {\displaystyle I} din inelul {\displaystyle R}. Echivalent, {\displaystyle {\sqrt {I}}} este inversul imaginii idealului elementelor nilpotente (nilradicalul) ale inelului factor {\displaystyle R/I} (prin aplicația naturală {\displaystyle \pi \colon R\to R/I}). Se poate demonstra că {\displaystyle {\sqrt {I}}} este un ideal.
Dacă radicalul lui {\displaystyle I} este finit generat, atunci o putere a lui {\displaystyle {\sqrt {I}}} este conținută în {\displaystyle I}. În particular, dacă {\displaystyle I} și {\displaystyle J} sunt idealele unui inel noetherian⁠(d), atunci {\displaystyle I} și {\displaystyle J} au același radical dacă și numai dacă {\displaystyle I} conține o anumită putere a lui {\displaystyle J} și {\displaystyle J} conține o anumită putere a lui {\displaystyle I}.
Dacă un ideal {\displaystyle I} coincide cu propriul său radical, atunci {\displaystyle I} se numește ideal radical sau ideal semiprim.

## Exemple
- Fie inelul {\displaystyle \mathbb {Z} } al numerelor intregi.
  1. Radicalul idealului {\displaystyle 4\mathbb {Z} } al multiplilor întregi ai lui {\displaystyle 4} este {\displaystyle 2\mathbb {Z} }.
  2. Radicalul lui {\displaystyle 5\mathbb {Z} } este {\displaystyle 5\mathbb {Z} }.
  3. Radicalul lui {\displaystyle 12\mathbb {Z} } este {\displaystyle 6\mathbb {Z} }.
  4. În general, radicalul lui {\displaystyle m\mathbb {Z} } este {\displaystyle r\mathbb {Z} }, unde {\displaystyle r} este produsul tuturor factorilor primi distincți din {\displaystyle m}, cel mai mare factor liber de pătrate al {\displaystyle m.} De fapt, acest lucru se generalizează la un ideal arbitrar (v. mai jos).

- Fie idealul {\displaystyle I=\left(y^{4}\right)\subset \mathbb {C} [x,y]}. Este trivial de arătat că {\displaystyle {\sqrt {I}}=(y)} (folosind proprietatea de bază {\displaystyle {\sqrt {I^{n}}}={\sqrt {I}}}).  Radicalul {\displaystyle {\sqrt {I}}} corespunde cu nilradicalul {\displaystyle {\sqrt {0}}} al inelului factor {\displaystyle R=\mathbb {C} [x,y]/\!\left(y^{4}\right)}, care este intersecția tuturor idealelor prime ale inelului factor. Acesta este conținut în radicalul Jacobson⁠(d), care este intersecția tuturor idealelor maximale, care sunt nucleele⁠(d) homomorfismelor⁠(d) cu corpurile. Orice homomorfism de inele {\displaystyle R\to \mathbb {C} } trebuie să aibă {\displaystyle y} în nucleu pentru a avea un homomorfism bine definit (dacă, de exemplu, am spune că nucleul ar trebui să fie {\displaystyle (x,y-1)} compunerea {\displaystyle \mathbb {C} [x,y]\to R\to \mathbb {C} } ar fi {\displaystyle \left(x,y^{4},y-1\right)} care este același lucru cu încercarea de a forța {\displaystyle 1=0}). Deoarece {\displaystyle \mathbb {C} } este un corp algebric închis, orice homomorfism {\displaystyle R\to \mathbb {F} } trebuie să factorizeze în {\displaystyle \mathbb {C} }, deci va trebui doar să se calculeze intersecția lui {\displaystyle \{\ker(\Phi ):\Phi \in \operatorname {Hom} (R,\mathbb {C} )\}} pentru a calcula radicalul lui {\displaystyle (0).} Rezultă că {\displaystyle {\sqrt {0}}=(y)\subset R.}

## Proprietăți
În această secțiune se va continua convenția că I este idealul unui inel comutativ {\displaystyle R}.
- Este întotdeauna adevărat că

{\displaystyle {\sqrt {\sqrt {I}}}={\sqrt {I}}},
adică obținerea radicalului este o operație idempotentă⁠(d). Mai mult, {\displaystyle {\sqrt {I}}} este cel mai mic ideal radical care îl conține pe {\displaystyle I}.
- {\displaystyle {\sqrt {I}}} este intersecția tuturor idealelor prime ale lui {\displaystyle R} care îl conțin pe {\displaystyle I}

{\displaystyle {\sqrt {I}}=\bigcap _{\stackrel {{\mathfrak {p}}{\text{prim}}}{R\supsetneq {\mathfrak {p}}\supseteq I}}{\mathfrak {p}},}
și prin urmare radicalul unui ideal prim este egal cu el însuși. Afirmația poate fi întărită puțin: radicalul lui {\displaystyle I} este intersecția tuturor idealelor prime ale lui {\displaystyle R} care sunt minimale între cele care-l conțin pe {\displaystyle I}.
- Utilizând ultimul punct, nilradicalul este egal cu intersecția tuturor idealelor prime ale lui {\displaystyle R}

{\displaystyle {\sqrt {0}}={\mathfrak {N}}_{R}=\bigcap _{{\mathfrak {p}}\subsetneq R{\text{ prim}}}{\mathfrak {p}}.}
Această proprietate este considerată echivalentă cu prima prin aplicația naturală {\displaystyle \pi \colon R\to R/I} care dă o bijecție {\displaystyle u}:
{\displaystyle \left\lbrace {\text{ideals }}J\mid R\supseteq J\supseteq I\right\rbrace \quad {\overset {u}{\rightleftharpoons }}\quad \left\lbrace {\text{ideals }}J\mid J\subseteq R/I\right\rbrace ,} defined by {\displaystyle u\colon J\mapsto J/I=\lbrace r+I\mid r\in J\rbrace .}
- Un ideal {\displaystyle I} dintr-un inel {\displaystyle R} este radical dacă și numai dacă inelul factor {\displaystyle R/I} este redus.

- Radicalul unui ideal omogen este omogen.

- Radicalul unei intersecții de ideale este egal cu intersecția radicalilor lor: {\displaystyle {\sqrt {I\cap J}}={\sqrt {I}}\cap {\sqrt {J}}}.

- Radicalul unui ideal primar este prim. Dacă radicalul unui ideal {\displaystyle I} este maximal, atunci {\displaystyle I} este primar.[4]

- Dacă {\displaystyle I} este un ideal, {\displaystyle {\sqrt {I^{n}}}={\sqrt {I}}}. Deoarece idealele prime sunt ideale radicale, {\displaystyle {\sqrt {{\mathfrak {p}}^{n}}}={\mathfrak {p}}} pentru orice ideal prim {\displaystyle {\mathfrak {p}}}.

- Fie {\displaystyle I,J} idealele unui inel {\displaystyle R}. Dacă {\displaystyle {\sqrt {I}},{\sqrt {J}}} sunt comaximale, atunci {\displaystyle I,J} sunt comaximale.

- Fie {\displaystyle M} un {{ill-wd| Q1340572||modul finit generat]] peste un inel noetherian⁠(d) {\displaystyle R}. Atunci[5]

{\displaystyle {\sqrt {\operatorname {ann} _{R}(M)}}=\bigcap _{{\mathfrak {p}}\,\in \,\operatorname {supp} M}{\mathfrak {p}}=\bigcap _{{\mathfrak {p}}\,\in \,\operatorname {ass} M}{\mathfrak {p}}}
unde {\displaystyle \operatorname {supp} M} este suportul pentru {\displaystyle M,} iar {\displaystyle \operatorname {ass} M} este mulțimea de prime asociate lui {\displaystyle M}.

## Aplicații
Motivația principală în studierea radicalilor este teorema zerourilor a lui Hilbert⁠(d) în algebra comutativă. O versiune a acestei celebre teoreme afirmă că pentru orice ideal {\displaystyle J} din inelul de polinoame⁠(d) {\displaystyle \mathbb {k} [x_{1},x_{2},\ldots ,x_{n}]} peste un corp algebric închis {\displaystyle \mathbb {k} }, există
{\displaystyle \operatorname {I} (\operatorname {V} (J))={\sqrt {J}}}
unde
{\displaystyle \operatorname {V} (J)=\left\{x\in \mathbb {k} ^{n}\mid f(x)=0{\mbox{ for all }}f\in J\right\}}
și
{\displaystyle \operatorname {I} (V)=\{f\in \mathbb {k} [x_{1},x_{2},\ldots x_{n}]\mid f(x)=0{\mbox{ for all }}x\in V\}.}
Geometric, aceasta spune că dacă o varietate⁠(d) {\displaystyle V} este tăiată de ecuația polinomială {\displaystyle f_{1}=0,\ldots ,f_{r}=0}, atunci singurele alte polinoame care se anulează în {\displaystyle V} sunt cele din radicalul idealului {\displaystyle (f_{1},\ldots ,f_{r})}.
Un alt mod de a spune: compunerea {\displaystyle \operatorname {I} (\operatorname {V} (-))={\sqrt {-}}} este un operator de închidere⁠(d) pe mulțimea idealelor unui inel.